# Distrito de Mejía
El distrito de Mejía es uno de los seis que conforman la provincia de Islay, ubicada en el departamento de Arequipa, en el Sur del Perú.
Desde el punto de vista jerárquico de la Iglesia católica forma parte de la Arquidiócesis de Arequipa.

## Historia

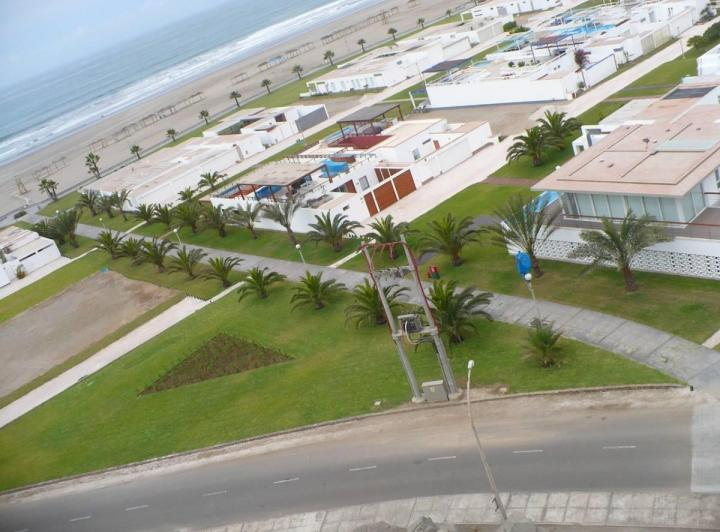
Exclusiva urbanización Costa Palmeras, una muestra del boom inmobiliario en Mejía.

El distrito fue creado mediante Ley R. 8 del 27 de enero de 1920, expedida por el presidente de la República Augusto Leguía.
Mejía es el principal balneario arequipeño.

## Geología
Emplazados en la playa principal del Balneario se encuentran depósitos importantes de Granito Rosa. También se pueden localizar ciertos ejemplares de Pumita blanca.

## Autoridades

### Municipales
- 2019-2022[3]
  - Alcalde: Sandra María Rivera Cáceres ,
- 2011-2014[3]
  - Alcalde: Juana Rosa Arenas Aspilcueta de Meza, del Partido Acción Popular (AP).
  - Regidores: Guido Luis Pérez Zorrilla (AP), Zenobia Manuela Manrique Rivera (AP), Diego Armando Valero Condori (AP), Alex Gonzalo Díaz Linares (AP), Guido Luis Pérez Zorrilla (Alianza para el Progreso).
- 2007-2010
  - Alcalde: Marta Violeta Socorro Franco de Zimmermann.

### Religiosas
- Párroco[4]
  - Parroquia San Isidro Labrador: Pbro. Domingo Perca Ramos.

## Festividades
- Virgen de Chapi.
- San Pedro.